# Котлова війна
«Котлова війна» (нід. Keteloorlog або Marmietenoorlog) — військове протистояння між військами нідерландської Республіки Сполучених провінцій і Священною Римською імперією 8 жовтня 1784 року. Конфлікт отримав таку назву, тому що єдиний постріл, зроблений на цій війні, знищив лише казан (котел) із супом.

## Передісторія

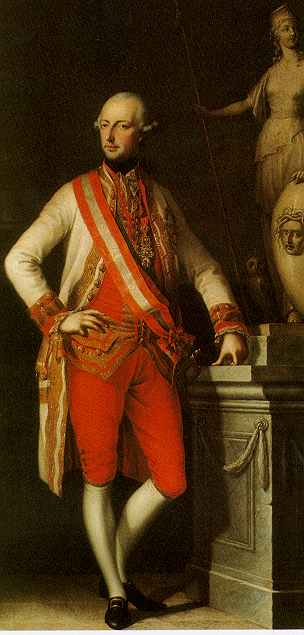
Йосип II, ініціатор війни

Після Нідерландської революції північні провінції Нідерландів створили власну республіку, тоді як південні (нині Бельгія і Люксембург) залишилися у складі Іспанії. У 1585 Північні Нідерланди встановили бар'єри в гирлі річки Шельда, так що торгові судна більше не могли досягти портів Антверпена і Гента. Це дало величезний імпульс для розвитку економіки Північних Нідерландів (особливо Амстердама), але південні міста сильно постраждали від втрати їхнього зручного для торгівлі становища.
Блокування руху кораблів на Шельді було підтверджено Вестфальським мирним договором 1648 року, підписаним іспанською стороною. Після війни за іспанську спадщину, в 1714 році, Іспанські Нідерланди були передані Австрії.
Дипломатична революція 1756 року призвела до того, що Австрія, включаючи Австрійські Нідерланди, стала союзницею Франції. Пруссія, колишній союзник Франції, вступила в союз із Англією. Ця сенсаційна на той час зміна зруйнувала всі колишні стратегічні припущення та плани. Раніше передбачалося, що Південні Нідерланди будуть бар'єром між Республікою Сполучених провінцій і Францією, а безпека республіки залежатиме від тісних зв'язків з Австрією та Великою Британією. Тепер же для голландців було вигідніше залишатися нейтральною стороною і не втручатися в конфлікти між Англією та Францією, а також Австрією та Пруссією.

## Події
1784 року імператор Священної Римської імперії Йосип II зажадав безперешкодного проходження кораблів через гирло Шельди. Ця вимога була підтримана Англією. Франція підтримала голландців. Хоча армія Австрійських Нідерландів була оснащена не дуже добре, не мала артилерії та системи постачання, Йосип II вирішив погрожувати війною, переконаний у тому, що голландці не посміють чинити опір. Він відправив три кораблі (зокрема торгове судно Le Louis з імператорським прапором) по Шельді з Антверпена до її гирла. 8 жовтня 1784 голландський військовий корабель Dolfijn був відправлений для перехоплення імперських кораблів. Після єдиного гарматного пострілу, який влучив у казан з супом на палубі, екіпаж Le Louis здався.
30 жовтня Йосип II оголосив війну Республіці Сполучених Провінцій.
Австрійські війська вдерлися на голландську територію і зайняли стару фортецю в Лілло (нині — частина Антверпена), яку на той час використовували як город. Вони зруйнували греблі, що призвело до повені на великій території із людськими жертвами.

## Підсумки
Як наслідок цього короткого бою і за посередництвом Франції, переговори були знову відкриті між країнами. Це призвело до укладання в 1785 Фонтенблоського договору. Вирішили, що Шельда буде закрита для судноплавства, але Південні Нідерланди отримають за це компенсацію. За приблизними оцінками Республіка заплатила два мільйони гульденів (за іншими джерелами десять мільйонів гульденів).
Рух річкою було відкрито в 1792 році, але Нідерланди брали за це мито аж до 1863 року, навіть після того, як Бельгія здобула незалежність.